# Tuffi ai campionati europei di nuoto 2022 - Piattaforma 10 metri maschile
La competizione della piattaforma 10 metri maschile ai campionati europei di nuoto di Roma 2022 si è svolta il 21 agosto 2022, presso il complesso natatorio del Foro Italico di Roma, in Italia.
Il turno preliminare si è svolto alle ore 10:00. La finale si è svolta alle 17:25.

## Risultati
In verde sono indicati i finalisti
| Class   | Tuffatore              | Nazione       | Preliminare | Preliminare | Finale | Finale |
| Class   | Tuffatore              | Nazione       | Punti       | Class       | Punti  | Class  |
| ------- | ---------------------- | ------------- | ----------- | ----------- | ------ | ------ |
| Oro     | Oleksij Sereda         | Ucraina       | 408.25      | 2           | 493.55 | 1      |
| Argento | Noah Williams          | Gran Bretagna | 373.35      | 5           | 459.00 | 2      |
| Bronzo  | Ben Cutmore            | Gran Bretagna | 351.15      | 9           | 438.35 | 3      |
| 4       | Andreas Sargent Larsen | Italia        | 396.80      | 3           | 417.20 | 4      |
| 5       | Yevhen Naumenko        | Ucraina       | 389.65      | 4           | 406.65 | 5      |
| 6       | Jaden Eikermann        | Germania      | 373.30      | 6           | 397.50 | 6      |
| 7       | Timo Barthel           | Germania      | 429.30      | 1           | 375.60 | 7      |
| 8       | Robert Łukaszewicz     | Polonia       | 350.80      | 11          | 344.25 | 8      |
| 9       | Eduard Timbretti Gugiu | Italia        | 363.80      | 8           | 333.85 | 9      |
| 10      | Carlos Camacho         | Spagna        | 365.15      | 7           | 333.80 | 10     |
| 11      | Athanasios Tsirikos    | Grecia        | 350.85      | 10          | 328.15 | 11     |
| 12      | Vladimir Harutyunyan   | Armenia       | 332.90      | 12          | 288.60 | 12     |
| 13      | Nikolaos Molvalis      | Grecia        | 312.55      | 13          |        |        |
| 14      | Anton Knoll            | Austria       | 286.95      | 14          |        |        |
| 15      | Dimitar Isaev          | Bulgaria      | 265.25      | 15          |        |        |